# 日本歌手協会
一般社団法人日本歌手協会（にっぽんかしゅきょうかい）は、日本で活動する歌手が会員となっている業界団体。

## 概要
1963年（昭和38年）2月にプロの歌手の権利や財産、名誉を守ることを目的として設立される。初代会長は東海林太郎で会員数134名で発足。その後1975年（昭和50年）5月に社団法人として認可される。
2010年（平成22年）7月、一般社団法人 日本歌手協会として内閣府より認可を受ける。同年、(社)日本歌手協会レーベル第1号歌手として菅原洋一が「ビューティフルメモリー」を発売。
近年は、地震によるチャリティーイベントや第一興商とタイアップした「プロレベル認定歌手オーディション」を行っている。

## 会員数
551名（2023年（令和5年）3月31日現在）

## 主なイベント

### 歌謡祭
1978年（昭和53年）2月に初開催。毎年秋頃に2日間にわたって合計4 - 5公演が行われる。
| 開催日                                 | タイトル                                                                                         | 会場                                         |
| -------------------------------------- | ------------------------------------------------------------------------------------------------ | -------------------------------------------- |
| 1978年（昭和53年）2月                  | 第1回歌謡祭                                                                                      | 浅草国際劇場                                 |
| 1992年（平成4年）9月                   | 第16回歌謡祭                                                                                     |                                              |
| 2003年（平成15年）10月                 | 第30回歌謡祭                                                                                     | NHKホール                                    |
| 2005年（平成17年）10月                 | 第32回歌謡祭                                                                                     | 中野サンプラザホール                         |
| 2006年（平成18年）10月                 | 第33回歌謡祭                                                                                     | 五反田ゆうぽうと                             |
| 2007年（平成19年）10月                 | 第34回歌謡祭                                                                                     | 五反田ゆうぽうと                             |
| 2008年（平成20年）10月                 | 第35回歌謡祭                                                                                     | 新宿コマ劇場                                 |
| 2009年（平成21年）11月6日・7日         | 第36回歌謡祭                                                                                     | 五反田ゆうぽうと                             |
| 2010年（平成22）10月27日・28日         | 第37回歌謡祭                                                                                     | 五反田ゆうぽうと                             |
| 2011年（平成23年）11月10日・11日       | 第38回歌謡祭                                                                                     | 五反田ゆうぽうと                             |
| 2012年（平成24年）10月10日・11日・12日 | 日本歌手協会創立50周年記念 第39回歌謡祭・秋の歌謡フェスティバル 〜いつもそこには歌があった〜     | 五反田ゆうぽうと                             |
| 2013年（平成25年）11月21日・22日       | 第40回歌謡祭・歌謡フェスティバル2013                                                             | 五反田ゆうぽうと                             |
| 2014年（平成26年）11月27日・28日       | 第41回歌謡祭・歌謡フェスティバル2014                                                             | 五反田ゆうぽうと                             |
| 2015年（平成27年）9月9日・10日         | 第42回歌謡祭・歌謡フェスティバル2015                                                             | 五反田ゆうぽうと                             |
| 2016年（平成28年）11月15日・16日       | 第43回歌謡祭・歌謡フェスティバル2016                                                             | 中野サンプラザホール                         |
| 2017年（平成29年）11月29日・30日       | 第44回歌謡祭・歌謡フェスティバル2017                                                             | 中野サンプラザホール                         |
| 2018年（平成30年）11月13日・14日       | 第45回歌謡祭・歌謡フェスティバル2018                                                             | 中野サンプラザホール                         |
| 2019年（令和元年）11月12日・13日       | 第46回歌謡祭・歌謡フェスティバル2019                                                             | 中野サンプラザホール                         |
| 2020年（令和2年）10月                  | 第47回歌謡祭                                                                                     | 新型コロナウイルス感染防止のためスタジオ収録 |
| 2021年（令和3年）9月29日・30日         | 第48回歌謡祭                                                                                     | 中野サンプラザホール                         |
| 2022年（令和4年）11月8日・9日          | 日本歌手協会創立60周年 文化を守り伝えよう 第49回歌謡祭〜さよならサンプラザ〜                     | 中野サンプラザホール                         |
| 2023年（令和5年）10月26日・27日        | 第50回歌謡祭〜歌に歴史あり〜                                                                     | 江戸川区総合文化センター                     |
| 2024年（令和6年）10月29日・30日        | 令和６年能登半島地震被災地支援チャリティー第51回歌謡祭 ～ 昭和100年、時代とともに生きた歌たち ～ | 江戸川区総合文化センター                     |

2015（平成27年）度までは、ゆうぽうとで行われた。ゆうぽうと閉館後の2016年（平成28年）度から2022年（令和4年）度は、2020年（令和2年）度を除き、中野サンプラザで行われた。中野サンプラザが閉館したため、2023年（令和5年）は江戸川区総合文化センターで行われる。
なお、2012年（平成24年）度は、「日本歌手協会創立50周年記念　秋の歌謡フェスティバル」として実施。
さらに、2020年（令和2年）度第47回歌謡祭はテレビ東京のスタジオで行われた。

### 輝け!歌の祭典
1996年（平成8年）7月に『ミニ歌謡祭』としてスタート。毎年春頃に2日間にわたって行われる。
| 開催日                          | タイトル                                                                                         | 会場                                             |
| ------------------------------- | ------------------------------------------------------------------------------------------------ | ------------------------------------------------ |
| 1996年（平成8年）7月            | 第1回ミニ歌謡祭                                                                                  | 日比谷公会堂                                     |
| 2005年（平成17年）4月           | 輝け！歌の祭典                                                                                   | メルパルク東京ホール                             |
| 2008年（平成20年）5月           | 第13回輝け！歌の祭典                                                                             | なかのZERO大ホール                               |
| 2009年（平成21年）5月14日・15日 | 第14回輝け！歌の祭典「紅白歌合戦」                                                               | なかのZERO大ホール                               |
| 2010年（平成22年）4月23日       | 第15回輝け！歌の祭典「紅白歌合戦」                                                               | 新宿文化センター                                 |
| 2011年（平成23年）5月11日       | 第16回輝け！歌の祭典「紅白歌合戦」                                                               | 中野サンプラザホール                             |
| 2012年（平成24年）3月7日        | 第17回輝け！歌の祭典「紅白歌合戦」                                                               | 五反田ゆうぽうと                                 |
| 2013年（平成25年）3月21日       | 第18回輝け！歌の祭典「紅白歌合戦」                                                               | なかのZERO大ホール                               |
| 2014年（平成26年）3月5日        | 第19回輝け！歌の祭典「紅白歌合戦」                                                               | かめありリリオホール                             |
| 2015年（平成27年）3月18日       | 第20回輝け！歌の祭典「紅白歌合戦」                                                               | 練馬文化センター                                 |
| 2016年（平成28年）1月28日       | 第21回輝け！歌の祭典「紅白歌合戦」                                                               | 練馬文化センター                                 |
| 2017年（平成29年） 1月21日      | 輝け！歌の祭典 新春歌まつり                                                                      | 中央区立日本橋公会堂（日本橋劇場）               |
| 2018年（平成30年）1月26日       | 第2回輝け！歌の祭典 新春歌まつり                                                                 | 中央区立日本橋公会堂（日本橋劇場）               |
| 2019年（平成31年）1月25日       | 第3回輝け！歌の祭典 新春歌まつり                                                                 | 中央区立日本橋公会堂（日本橋劇場）               |
| 2020年（令和2年）1月22日        | 第4回輝け！歌の祭典 新春歌まつり                                                                 | 中央区立日本橋公会堂（日本橋劇場）               |
| 2021年（令和3年）3月16日・17日  | 歌の祭典〜2021春〜                                                                               | メルパルク東京ホール                             |
| 2022年（令和4年）5月16日・17日  | 青春プレイバック！日本歌手協会 輝け！歌の祭典2022                                                | かつしかシンフォニーヒルズ「モーツァルトホール」 |
| 2023年（令和5年）4月26日・27日  | 輝け！歌の祭典2023〜過去、現在、そして未来へ〜                                                   | なかのZERO大ホール                               |
| 2024年（令和6年）6月5日・6日    | ～令和６年能登半島地震チャリティー～ 歌の祭典２０２４ 日本歌手協会「夏まつり 唄まつり 夢まつり」 | 練馬文化センター                                 |

#### テレビ放送
BSテレ東で『歌謡祭』および『輝け!歌の祭典』が後日放送されるほか、過去の『歌謡祭』を再編集した『プレイバック日本歌手協会歌謡祭』を通年で放送している。
かつて『歌謡祭』『輝け!歌の祭典』ともに専門チャンネル第一興商スターカラオケでも後日全部が放送されていたものの、同放送局の閉局にともない終了した。

### 夏の歌謡フェスティバル
2012年から2019年まで開催された。
| 開催日                            | タイトル                                          | 会場                 |
| --------------------------------- | ------------------------------------------------- | -------------------- |
| 2012年（平成24年）8月9日・10日    | 日本歌手協会創立50周年記念 夏の歌謡フェスティバル | なかのZERO大ホール   |
| 2013年（平成25年）7月10日・11日   | 夏の歌謡フェスティバル VOL.2                      | 浅草公会堂           |
| 2014年（平成26年）7月10日・11日   | 夏の歌謡フェスティバル VOL.3                      | 浅草公会堂           |
| 2015年（平成27年）6月3日・4日     | 夏の歌謡フェスティバル VOL.4                      | かめありリリオホール |
| 2016年（平成28年）6月30日・7月1日 | 夏の歌謡フェスティバル VOL.5                      | かめありリリオホール |
| 2017年（平成29年）7月19日・20日   | 夏の歌謡フェスティバル VOL.6                      | かめありリリオホール |
| 2018年（平成30年）8月30日・31日   | 夏の歌謡フェスティバル VOL.7                      | かめありリリオホール |
| 2019年（令和元年）7月16日・17日   | 夏の歌謡フェスティバル VOL.8                      | かめありリリオホール |

### その他のイベント
| 開催日                    | タイトル                                                                             | 会場                                   |
| ------------------------- | ------------------------------------------------------------------------------------ | -------------------------------------- |
| 2010年（平成22年）3月19日 | 九州歌謡祭〜九州に歌の花が咲く〜                                                     | 福岡県立ももち文化センター             |
| 2011年（平成23年）6月5日  | 東日本大震災被災地支援チャリティー 日本歌手協会 名古屋歌謡祭〜響け！希望のうたごえ〜 | 中京大学文化市民会館「プルニエホール」 |
| 2011年（平成23年）9月24日 | 東日本大震災被災地支援チャリティー 日本歌手協会 大阪歌謡祭〜響け！希望のうたごえ〜   | メルパルク大阪ホール                   |
| 2016年（平成28年）5月6日  | 熊本地震被災地支援チャリティーコンサート                                             | 古賀政男音楽博物館「けやきホール」     |
| 2017年（平成29年）4月7日  | 第22回日本歌手協会 紅白歌合戦                                                        | 練馬文化センター                       |
| 2018年（平成30年）4月19日 | 第23回日本歌手協会 紅白歌合戦                                                        | 練馬文化センター                       |
| 2019年（平成31年）4月3日  | 第24回日本歌手協会 紅白歌合戦                                                        | 練馬文化センター                       |

### プロレベル認定歌手オーディション
二次のステージ歌唱の選考料は21,000円ほど。歌手協会指定曲を選ぶと少しだけ安くなる。オーディション合格者のほとんどがPMC(プロレベルメンバーズクラブ)に入会するが、年会費は5,000円。PMCのメンバーで歌謡祭出場希望者が選考料2万円ほどを支払い、音源応募やステージ審査をするが、同じ素人歌手が何度も選ばれる傾向がある。2021年(令和3年)12月、コロナ禍でPMC会員が減っていったこと、従来のオーディションの審査基準が途中から甘くなったこと、プロレベル認定歌手には本当に歌唱力があるのかという指摘を以前から受けていたことを理由に、理事の合田道人は「プレミアム★プロレベル歌手認定オーディション」を新宿ケントスにて行う。初回だけ選考料は1万円だったが、その後は3万円。プレミアム★プロレベル歌手に認定されると、年会費は正会員と同じ3万円となる。TVにも映る歌謡祭に優先的に選ばれ、イベントにも出場でき、歌のレッスンを受けてCDデビューも可能、YouTubeチャンネルにも出演できるとしている。

## 役員
| 2024年（令和6年）現在。 - 田辺靖雄 - 合田道人 - 原田直之 - 山本リンダ - あべ静江 - 松原のぶえ | - 菅原洋一 - 五木ひろし - 由紀さおり - 北島三郎 - 雪村いづみ - 倍賞千恵子 - 海沼実 - 宮武一孝 | - 青木光一（6代目会長） |

## 代表者
2014年（平成26年）の会員総会で一般社団法人の代表理事を以て会長と称することを定めた。

### 歴代会長
- 初代：東海林太郎（1963年2月 - 1972年10月）
- 二代目：藤山一郎（1972年11月 - 1979年3月）
- 三代目：ディック・ミネ（1979年4月 - 1989年3月）
- 四代目：林伊佐緒（1989年4月 - 1995年3月）
- 五代目：田端義夫（1995年4月 - 2003年3月）
- 六代目：青木光一（2003年4月 - 2007年3月）
- 七代目：ペギー葉山（2007年4月 - 2010年6月）
- 八代目：田辺靖雄（2010年7月 - ）